# Shelburne (New Hampshire)
Die Town Shelburne in den „Great North Woods“ im Norden New Hampshires wurde nach William Petty, Earl of Shelburne benannt. Dieser war federführend bei der Beendigung der Verhandlungen, die zum Vertrag von Paris und damit zur amerikanischen Unabhängigkeit führten. Nachdem das Land bei der ersten Vermessung zur Besiedelung nur unzulänglich geeignet gefunden wurde, beantragte man eine Ausweitung der Siedlungskonzession auf ein größeres Gebiet. Diese Erweiterung wurde 1836 als Gorham eine von Shelburne unabhängige, eigenständige Gemeinde. Das U.S. Census Bureau hat bei der Volkszählung 2020 eine Einwohnerzahl von 353 ermittelt.

## Geographie
Shelburne liegt im Coös County am Nordrand der White Mountains an der Grenze zu Maine. Im Norden grenzt es an Success, im Osten an North Oxford, Gilead und South Oxford in Maine, das Territorium von Bean’s Purchase im Süden und Gorham im Westen. Der Androscoggin River fließt in west-östlicher Richtung durch Shelburne. Zuflüsse in Shelburne sind Leadmine, Peabody und Burbank Brook im Norden und Lea, Ruttle, Clement und Connor Brook im Süden. An der südlichen Gemeindegrenze liegt der Mount Moriah, an dem der höchste Punkt im Gemeindegebiet liegt. Die Entfernung nach Portland in Maine ist weniger als halb so groß wie jene nach Boston. Ebenso liegt New York mehr als doppelt so weit von Shelburne entfernt wie Montréal in Quebec.

## Geschichte
Im Jahr 1768 gewährte die englische Krone die Siedlungsrechte. Unter den Eigentümern war Mark H. Wentworth, Vater des späteren Gouverneurs von New Hampshire, John Wentworth. Die Charter wurde 1770 oder 1771 erneuert und ausgeweitet und beinhaltete ab dann zusätzlich das heutige Gorham, zunächst als Shelburne Addition bekannt. Das ursprüngliche Gebiet, sechs Meilen im Quadrat, hatte Bereiche fruchtbaren Landes entlang der Flussufer. Diese waren schmal und boten nicht genug nutzbare Fläche, um die Bedingungen der Siedlungskonzession zu erfüllen. Zum 1. März 1774 sollten zwölf Familien ansässig sein und Anbau betreiben, fünf Jahre später am 1. März 1779 sollten es 60 Familien sein. Bei Nichterfüllung sollte die Konzession verfallen. Des Weiteren waren alle zum Mastbau geeigneten Kiefern für die Royal Navy reserviert und durften nur mit besonderer Erlaubnis gefällt werden, und in das Raster der Siedlungsgrundstücke sollte nahe der Mitte des Gebietes eine Abteilung für die entstehende Gemeinde selbst eingeplant werden. Zum oder ab dem 1. März 1771 wurde eine jährliche Pacht von einem Kolben „Indian corn“ auf Anforderung fällig, und ab dem 1. März 1780 musste jeder Eigentümer, Siedler oder Einwohner pro 100 Acres, die er besaß oder besiedelte oder deren Eigentümer er war, jährlich einen Shilling bezahlen. Die ersten Siedler kamen zwischen 1770 und 1772, und 1790 hatte Shelburne 35 Einwohner. Diese frühen Siedler kamen über den Weg aus Maine von Gilead, der 1802 erst nach Durand, dem späteren Randolph, und dann nach Lancaster verlängert wurde. Bei einem Überfall durch Ureinwohner im Jahr 1881 wurde einer dieser frühen Siedler getötet und ein Sklave nach Kanada entführt.
Die Siedler lebten zunächst in Subsistenzwirtschaft. Zu den frühen Erwerbsmöglichkeiten, die darüber hinausgingen, gehörte der Verkauf von Butter, Käse und Rind- oder Schweinefleisch nach Portland, das der nächste größere Markt war und über die Straße von Westen nach Gilead und weiter nach Osten erreicht wurde. Eine weitere Einnahmequelle war die Pottaschenerzeugung. Die erste Mühle wurde vor 1878 am Mill Brook erbaut. Sie diente zunächst als Kornmühle, dann wurden Sägen eingebaut, um Holz zu sägen, sowie Einrichtungen zum Sägen von Schindeln und zum Wollspinnen. 1878 wurde diese Mühle durch ein Hochwasser zerstört und nicht wieder aufgebaut. Es gab noch mindestens fünf weitere Mühlen, sowohl zum Mahlen wie zum Sägen. Allen war gemeinsam, das sie der Deckung des örtlichen Bedarfes dienten, nicht dem Gewinnerwerb. Einer der wichtigsten Wirtschaftszweige war der Holzeinschlag. Gegen Ende des 19. Jahrhunderts waren alle großen Kiefern geschlagen. 1820 wurden an einem Bach, der später als Bleiminenbach (Leadmine Brook) bezeichnet wurde, Bleiglanz gefunden. Schächte wurden 1845 und 1846 vorgetrieben und ein ergiebiges Vorkommen entdeckt, das einige Jahre lang abgebaut wurde. 1856 wurde ein erneuter Abbau nur kurze Zeit betrieben, und 1879 und 1880 investierte eine Aktiengesellschaft in die Mine, um sie dann endgültig aufzugeben. Zum Ende des Jahrhunderts führt eine Beschreibung vier Hotels namentlich auf und erwähnt weitere Beherbergungsbetriebe für Sommerfrischler.
Mit Datum vom 13. Dezember 1820 wurde Shelburne zur unabhängigen Gemeinde. In diesem Jahr wurden 230 Einwohner gezählt, und eine erste primitive Straße von Shelburne Addition nach Maynesburgh gebaut.
Zuvor war bereits 1817 die Green’s Tavern eröffnet worden. Nach dem Bau geeigneter Straßen diente sie neben zwei anderen Rasthäusern Reisenden wie Frachtfahrern zwischen dem oberen Coös County und Portland als Unterkunft und Rastplatz, bis der Frachtverkehr auf die Eisenbahn überging. Daneben war hier die Postkutschenstation und das Postamt eingerichtet. Die Postkutsche nach Lancaster, dem Sitz der Countyverwaltung, fuhr zwei Mal in der Woche. Nach 1880 wurde aus dem ehemaligen Rasthaus eine Pension für Sommergäste. 1832 wurde das erste Gotteshaus gebaut. Es war konfessionell ungebunden und wurde von verschiedenen Religionsgemeinschaften benutzt und 1877 renoviert und neu geweiht.
1851 wurde die erste Brücke über den Androscoggin gebaut. Es dauerte jedoch, bis sie an das Straßennetz angebunden wurde, da viele einen anderen Ort für eine Brücke vorgezogen hätten. Letztlich wurde die Brücke behalten, nachdem die Bevölkerung sie der zuvor genutzten Fähre vorzog. Zunächst wurde sie Great River Bridge genannt, bis sie als Leadmine Bridge bekannt wurde. 1905 kaufte die Berlin Electric Company die Wasserrechte an dieser Stelle, um einen Damm errichten zu können. Ebenfalls 1851 erreichte die Eisenbahn Shelburne, als die Atlantic and St. Lawrence Railroad die Bahnstrecke von Portland über Island Pond nach Montréal baute, die in Shelburne dem Androscoggin folgt. 1859 erwähnt eine Beschreibung Neuenglands ein Dorf, eine von Baptisten und Methodisten gemeinsam benutzte Kirche, vier Schulbezirke und ein Postamt. Nachdem das Betriebswerk und die Mühlen in Gorham entstanden, ging die Bevölkerung Shelburnes zurück, da die jüngeren Menschen der Arbeit folgten.

### Bevölkerungsentwicklung
| Volkszählungsergebnisse – Shelburne, New Hampshire | Volkszählungsergebnisse – Shelburne, New Hampshire | Volkszählungsergebnisse – Shelburne, New Hampshire | Volkszählungsergebnisse – Shelburne, New Hampshire | Volkszählungsergebnisse – Shelburne, New Hampshire | Volkszählungsergebnisse – Shelburne, New Hampshire | Volkszählungsergebnisse – Shelburne, New Hampshire | Volkszählungsergebnisse – Shelburne, New Hampshire | Volkszählungsergebnisse – Shelburne, New Hampshire | Volkszählungsergebnisse – Shelburne, New Hampshire | Volkszählungsergebnisse – Shelburne, New Hampshire |
| Jahr                                               | 1790                                               | 1800                                               | 1810                                               | 1820                                               | 1830                                               | 1840                                               | 1850                                               | 1860                                               | 1870                                               | 1880                                               |
| -------------------------------------------------- | -------------------------------------------------- | -------------------------------------------------- | -------------------------------------------------- | -------------------------------------------------- | -------------------------------------------------- | -------------------------------------------------- | -------------------------------------------------- | -------------------------------------------------- | -------------------------------------------------- | -------------------------------------------------- |
| Einwohner                                          | 35                                                 | 45                                                 | 176                                                | 295                                                | 312                                                | 350                                                | 480                                                | 318                                                | 259                                                | 252                                                |
| Jahr                                               | 1890                                               | 1900                                               | 1910                                               | 1920                                               | 1930                                               | 1940                                               | 1950                                               | 1960                                               | 1970                                               | 1980                                               |
| Einwohner                                          | 336                                                | 283                                                | 305                                                | 178                                                | 198                                                | 190                                                | 184                                                | 225                                                | 199                                                | 318                                                |
| Jahr                                               | 1990                                               | 2000                                               | 2010                                               | 2020                                               | 2030                                               | 2040                                               | 2050                                               | 2060                                               | 2070                                               | 2080                                               |
| Einwohner                                          | 411                                                | 380                                                | 372                                                | 353                                                |                                                    |                                                    |                                                    |                                                    |                                                    |                                                    |

### Die Aston-Lessard-Scheune
Im späten 19. Jahrhundert hatte ein vermögender New Yorker namens W. K. Aston einen ausgedehnten Besitz in Shelburne. Zu den Gebäuden gehörte eine große, zwischen 1880 und 1890 erbaute Scheune, mit Ställen im Erdgeschoss und einem Heuboden darüber. Jahrzehnte später wurde diese Scheune zu einer Veranstaltungshalle für Big-Band-Konzerte umgebaut. Zu den dort Auftretenden gehörten Louis Prima, Rosemary Clooney, Bob Crosby, der Bruder von Bing, Buddy Rich, Jimmy Dorsey, Duke Ellington und Glenn Miller. Nach der Nutzung als Tanzhalle beherbergte die Scheune eine Eislaufbahn. Anstrengungen, die Scheune als historisch wertvoll zu erhalten und wieder instand zu setzen, bereitete der Einsturz durch Schneedruck im Jahr 2018 ein Ende.

## Infrastruktur und Gemeindeeinrichtungen
Der Polizeidienst in Shelburne wird durch die Staatspolizei von New Hampshire versehen. Die Freiwillige Feuerwehr wird durch die an Gorham ausgelagerte medizinische Notversorgung ergänzt, das nächstgelegene Krankenhaus ist das zu Berlin gehörende Androscoggin Valley Hospital in Shelburne. Wasserver- und -entsorgung erfolgen durch die einzelnen Haushalte mittels eigener Brunnen und Abwassertanks. Shelburne gehört zum Gorham-Shelburne-Jefferson Schulbezirk und hat mit der Shelburne Public Library eine eigene Bibliothek.

### Verkehr
Durch Shelburne führt am Südufer des Androscoggin der östliche Teil der US 2 von Portland über Rouses Point in New York State durch Kanada und weitere US-Bundesstaaten an die Westküste bei Seattle. Zwei Brücken verbinden die nördlich des Flusses gelegenen Siedlungsteile mit der Durchgangsstraße. Die Bahnstrecke wird von der St. Lawrence and Atlantic Railroad im Güterverkehr betrieben. Der Flugplatz in Gorham hat eine Graspiste, der nächstgelegene Flughafen mit Linienverkehr ist der Portland International Jetport in Maine.